# Deb Haaland
Debra Anne "Deb" Haaland, född 2 december 1960 i Winslow i Arizona, är en amerikansk jurist och politiker. Haaland utnämndes till USA:s inrikesminister den 16 mars 2021, med ansvar för förvaltning och skydd av federalt ägd mark. Haaland är den första ursprungsamerikanen som styr USA:s inrikesdepartement och den första ursprungsamerikanen som är minister i USA:s historia.
Hon valdes till representant i USA:s representanthus den 6 november 2018, med 59 procent av rösterna i 1. valdistrikt i delstaten. Hon var då en av de två första kvinnliga företrädarna för amerikanska ursprungsbefolkningen. Den andra var Sharice Davids från staten Kansas. Haaland har släktingar i Laguna Pueblo på moderns sida, medan hennes far var norskättade amerikaner.
Haaland utbildade sig till jurist på University of New Mexico, har varit ledare för Demokratiska partiet i New Mexico och är känd för sitt engagemang för ursprungsbefolkningars rättigheter, miljöskydd, förnybar energi, högre minimilön och Medicare till alla.
Haaland har ett barn, Somáh, som hon uppfostrade på egen hand. I augusti 2021 gifte Haaland sig med sin långvariga partner, Skip Sayre.